# Orthotrichum griffithii
Orthotrichum griffithii är en bladmossart som beskrevs av Mitten och Hugh Neville Dixon 1911. Orthotrichum griffithii ingår i släktet hättemossor, och familjen Orthotrichaceae. Inga underarter finns listade i Catalogue of Life.